# Conflicto entre India y Pakistán de 2001-2002
El conflicto entre India y Pakistán de 2001-2002 fue un enfrentamiento militar entre India y Pakistán que resultó en la concentración de tropas en ambos lados de la frontera entre Pakistán e India y a lo largo de la Línea de Control (LOC) en la región de Cachemira. Este fue el segundo enfrentamiento militar importante entre India y Pakistán después de la detonación nuclear exitosa por parte de ambos países en 1998, siendo el primero la Guerra de Kargil de 1999.
La concentración militar fue iniciada por la India en respuesta a un ataque terrorista contra el Parlamento indio en Nueva Delhi el 13 de diciembre de 2001 (durante el cual murieron doce personas, incluidos los cinco terroristas que atacaron el edificio) y la Asamblea Legislativa de Jammu y Cachemira el 1 de octubre de 2001. India afirmó que los ataques fueron llevados a cabo por dos grupos terroristas con sede en Pakistán que luchan en la Cachemira administrada por India: Lashkar-e-Toiba y Jaish-e-Mohammed, ambos de los cuales India ha dicho que están respaldados por el ISI de Pakistán, una acusación que Pakistán ha negado.
En los medios occidentales, la cobertura del enfrentamiento se centró en la posibilidad de una guerra nuclear entre los dos países y las implicaciones del conflicto potencial en la "guerra contra el terrorismo" liderada por Estados Unidos en la cercana Afganistán. Las tensiones disminuyeron tras la mediación diplomática internacional que resultó en la retirada en octubre de 2002 de las tropas indias y paquistaníes de la frontera internacional.

## Antecedentes
En la mañana del 13 de diciembre del 2001, una célula de cinco hombres armados atacó el Parlamento de la India rompiendo el cordón de seguridad en la puerta 12. Los cinco hombres mataron a siete personas antes de que las fuerzas de seguridad indias los mataran a tiros.
Los líderes mundiales y los líderes de los países vecinos condenaron enérgicamente el ataque al parlamento, incluido Pakistán. El 14 de diciembre, la gobernante Alianza Democrática Nacional de la India culpó del ataque a Lashkar-e-Taiba (LeT) y Jaish-e-Mohammed (JeM), con sede en Pakistán. El ministro del Interior de India, L.K. Advani afirmó haber "recibido algunas pistas sobre el incidente de ayer, que muestra que un país vecino, y algunas organizaciones terroristas activas allí están detrás de él", en una referencia indirecta a Pakistán y grupos militantes basados en Pakistán. El mismo día, en una solicitud a Pakistán, el Alto Comisionado de la India, Ashraf Jehangir Qazi, India exigió que Pakistán detuviera las actividades de LeT y JeM, aprehendiera a los líderes de la organización y su acceso a todos los activos financieros. Tras las declaraciones del gobierno indio, Pakistán puso a sus fuerzas armadas en plena preparación para el combate el mismo día.
El portavoz del ala de medios públicos de comunicación del ejército paquistaní (ISPR), el general de división Rashid Qureshi, dijo que el ataque al parlamento indio fue el resultado de los esfuerzos de la India para iniciar un conflicto con Pakistán, afirmando que "aquellos [indios] que pueden matar miles de personas indefensas en Cachemira pueden recurrir a tales tácticas para ganarse la simpatía internacional. Exigimos a la comunidad internacional que investigue este ataque de forma independiente para conocer la verdad", mientras que otro alto funcionario sostuvo que la incapacidad de la India para resolver los problemas internos les ha llevado a culpar a Pakistán de todo sin causa, afirmando "¿Por qué los indios han rechazado la oferta del gobierno de los Estados Unidos de enviar un equipo del FBI para investigar el ataque al parlamento?".
El 20 de diciembre, en medio de llamamientos de Estados Unidos, Rusia y Naciones Unidas para actuar con moderación, India movilizó y desplegó sus tropas en Cachemira y el Punyab indio en lo que fue la mayor movilización militar de India desde el conflicto de 1971. El nombre en clave indio para la movilización fue Operación Parakram (en español: Valor).

## Ofensiva de enero

### Planificación
Se esperaba que el despliegue de tropas en la frontera occidental de la India tomara de tres a cuatro semanas, por lo tanto, la acción militar que involucra una ofensiva limitada contra los campos de entrenamiento de los terroristas en la Cachemira administrada por Pak fue planeada por el Comité de Seguridad del Gabinete de la India para la segunda semana de enero de 2002. Comenzaría con un ataque aéreo del Escuadrón Tigre de la Fuerza Aérea India para atacar zonas con una gran concentración de campos. Las fuerzas especiales del ejército indio lanzarían una ofensiva terrestre limitada para neutralizar aún más los campos terroristas y ayudar a ocupar las posiciones dominantes en la LOC. El 14 de enero de 2002 se decidió como el día D provisional.
Según la estrategia india, se prefirió un ataque limitado en la Cachemira administrada por Pakistán, ya que transmitiría la determinación india a Pakistán y, sin embargo, mantendría los niveles de retribución internacional que son manejables. Acciones indias entonces comparable a la actual ofensiva de Estados Unidos en Afganistán contra Osama bin Laden terrorista de Al Qaeda.
La CCS había sopesado la posibilidad de que Pakistán lanzara una ofensiva total como respuesta a los ataques indios. La evaluación de inteligencia sugirió que el ejército pakistaní no estaba bien preparado. Esto minimizó aún más las posibilidades de que Pakistán lanzara una guerra a gran escala. Los planes de la India se vieron fortalecidos por una economía fuerte con baja inflación, altas reservas de petróleo y divisas . El ministro de Finanzas, Yashwant Sinha, anunció que la economía india estaba preparada para la guerra, a pesar de ser la última opción. El golpe limitado sirvió como opción táctica. El aumento de tropas señaló la "seriedad de la India" a la comunidad internacional. Si la estrategia de Pakistán no cambiaba, India no tendría otra opción.

### Enfrentamientos militares
A fines de diciembre, ambos países acercaron misiles balísticos a la frontera del otro y se informó de fuego de mortero y artillería en Cachemira. En enero de 2002, India había movilizado alrededor de 5 lakh de tropas y tres divisiones blindadas en la frontera de Pakistán, concentradas a lo largo de la Línea de Control en Cachemira. Pakistán respondió de manera similar, desplegando alrededor de 3 lakh de tropas en esa región. Las tensiones se disiparon parcialmente después del discurso de Musharraf el 12 de enero en el que prometía medidas contra el terrorismo que emanaba de Pakistán.

### Diplomacia
India inició su ofensiva diplomática llamando al alto comisionado indio y se prohibieron los vuelos civiles desde Pakistán.
Pakistán recogió las señales de guerra y comenzó la movilización de sus fuerzas armadas e inició conversaciones diplomáticas con el presidente de Estados Unidos, George W. Bush. El secretario de Estado estadounidense, Colin Powell, se comprometió con India y Pakistán para reducir las tensiones. En la primera semana de enero, el primer ministro británico Tony Blair visitó la India con un mensaje de que estaba presionando al presidente paquistaní Musharraf. Estados Unidos declaró a LeT y JeM como grupos terroristas extranjeros.

### Discurso de Musharraf
El 8 de enero de 2002, el Ministro del Interior de la India, L. K. Advani, visitó los Estados Unidos, donde se le informó sobre el contenido del próximo discurso histórico de Musharraf. El 12 de enero de 2002, el presidente Pervez Musharraf pronunció un discurso destinado a reducir las tensiones con la India. Por primera vez condenó el ataque al Parlamento como un ataque terrorista y lo comparó con los ataques del 11 de septiembre. Declaró en su discurso que el terrorismo era injustificado en nombre de Cachemira y que Pakistán combatiría el extremismo en su propio suelo. Pakistán resolverá Cachemira con el diálogo y ninguna organización podrá llevar a cabo actos terroristas con el pretexto de Cachemira. Como lo exigió la India, también anunció planes para la regulación de las madrasas y la prohibición de los grupos terroristas conocidos que operaban fuera de Pakistán. Anunció una prohibición formal de cinco organizaciones yihadistas, que incluían a Jaish-e-Muhammad y Lashkar-e-Taiba involucradas en la militancia en Cachemira.

### Decisión india
El Primer Ministro indio Atal B. Vajpayee, aunque escéptico de la seriedad de las promesas de Musharraf, decidió no llevar a cabo el ataque militar previsto para el 14 de enero.

## Masacre de Kaluchak
Las tensiones se incrementaron significativamente en mayo de 2002. El 14 de mayo, tres terroristas suicidas atacaron un campamento en Kaluchak cerca de Jammu y mataron a 34 personas e hirieron a otras cincuenta antes de perder la vida, la mayoría de las víctimas eran las esposas e hijos de soldados indios que sirven en Cachemira. El incidente terrorista revivió nuevamente la posibilidad de una guerra en toda regla.
El 15 de mayo, el primer ministro Vajpayee fue citado en el parlamento indio diciendo "Hamein pratikar karna hoga" (en español: tendremos que contrarrestarlo). El secretario de Estado estadounidense, Richard Armitage, citó el incidente como un desencadenante de mayor deterioro de la situación.
El gabinete indio tenía poca fe en que la presión diplomática pudiera detener el apoyo de Pakistán a los militantes en Cachemira. India acusó a Pakistán de no cumplir su promesa de poner fin al terrorismo transfronterizo. La continuación de Musharraf a su discurso del 12 de enero fue considerada por India como débil y falsa. Pakistán no extraditó a los líderes terroristas exigidos por India, y Lashkar pudo continuar sus operaciones en Pakistán como organización benéfica con un nuevo nombre. Durante la primavera, los militantes yihadistas comenzaron a cruzar la Línea de Control nuevamente.

## Ofensiva de junio

### Planificación
El 18 de mayo, Vajpayee revisó la preparación con el Ministro de Defensa Fernandes, el director general de Operaciones Militares y el Jefe de Inteligencia Militar. La CCS se reunió y favoreció la adopción de medidas militares contra los terroristas en Pakistán. Una acción militar limitada similar a la planeada en enero no se consideró viable ya que Pakistán había reforzado sus fuerzas en la LOC. Cualquier acción limitada a la Cachemira administrada por Pakistán solo tendría ganancias militares limitadas. El ejército indio favoreció una ofensiva a lo largo de la frontera indo-pakistaní que estirará a las tropas paquistaníes y proporcionará a la India acceso a la Cachemira administrada por Pakistán.
En consecuencia, las fuerzas armadas indias prepararon el plan para atacar las capacidades de guerra de Pakistán y destruir los campamentos terroristas. El lienzo de batalla planeado para junio era más grande que el planeado en enero. La Fuerza Aérea de la India junto con el 1 Cuerpo de Ataque de la India iniciaría un ataque en el bulto de Shakargarh para atacar a la Reserva del Ejército del Norte de Pakistán (ARN) que se extendió desde Muzaffarabad hasta Lahore . Esto involucraría al cuerpo de ataque clave de Pakistán, mientras que las formaciones de ataque indias del Comando del Este llevarían a cabo la ofensiva en la Línea de Control y capturarían las posiciones estratégicas utilizadas por los terroristas para las infiltraciones. El período considerado fue entre el 23 de mayo y el 10 de junio.

### Enfrentamientos militares
A finales de mayo de 2002, las fuerzas armadas de la India y de Pakistán siguieron estando plenamente movilizadas. El tenor de las declaraciones publicadas en la prensa india y la información de inteligencia recopilada, apuntaba a una inminente invasión de la India. Un SOS enviado a Israel por el Ministerio de Defensa de la India para suministros de defensa durante el mes de junio confirmó la inteligencia.
El 18 de mayo, India expulsó al Alto Comisionado de Pakistán. Ese mismo día, miles de aldeanos tuvieron que huir del fuego de artillería paquistaní en Jammu. El 21 de mayo, los enfrentamientos mataron a seis soldados paquistaníes y un soldado indio, así como a civiles de ambos lados. El 22 de mayo, el primer ministro indio Vajpayee anunció a sus tropas que se prepararan para una "batalla decisiva".
Entre el 25 y el 28 de mayo, Pakistán realizó 3 pruebas de misiles. India revisó su capacidad nuclear para contraatacar. El 7 de junio, la Fuerza Aérea de Pakistán derribó un vehículo aéreo no tripulado indio cerca de Lahore.

### Amenaza de guerra nuclear
Dado que tanto India como Pakistán están armados con armas nucleares, la posibilidad de que una guerra convencional se convierta en una nuclear se planteó varias veces durante el enfrentamiento. Funcionarios indios y paquistaníes hicieron varias declaraciones sobre este tema durante el conflicto, principalmente en relación con una política de no primer uso. El ministro de Asuntos Exteriores de India, Jaswant Singh, dijo el 5 de junio que India no usaría primero armas nucleares, mientras que Musharraf dijo el 5 de junio que no renunciaría al derecho de Pakistán a usar armas nucleares primero. También preocupaba que la explosión de un asteroide el 6 de junio de 2002 sobre la Tierra, conocida como el evento del Mediterráneo Oriental, podría haber causado un conflicto nuclear si hubiera estallado en India o Pakistán.

### Diplomacia
Vajpayee se puso en contacto con los líderes de la comunidad global, incluidos Bush, Blair, el presidente ruso Vladímir Putin y el presidente francés Jacques Chirac y les informó que Musharraf no pudo pronunciar su discurso del 12 de enero y que la paciencia del país se estaba agotando. En la diplomacia que siguió, Bush, Putin, Blair y el primer ministro japonés, Jun'ichirō Koizumi, pidieron a Vajpayee que evitara dar el paso extremo. La comunidad mundial informó a la India que negociaría con Musharraf para aclarar su posición sobre el cese de la infiltración transfronteriza.
Continuaron los intentos de calmar la situación. El presidente ruso, Vladímir Putin, intentó mediar en una solución, pero fue en vano.
La comunidad mundial instó a la moderación, ya que se temía que Pakistán procediera a utilizar sus armas nucleares en la cara para contrarrestar su asimetría convencional en comparación con las fuerzas armadas indias. En abril, en una entrevista a la revista alemana Der Spiegel, Musharraf ya había insinuado que estaba dispuesto a usar armas nucleares contra India. Las amenazas nucleares de Pakistán llevaron a que el Secretario de Estado de Estados Unidos, Powell, se pusiera en contacto con Musharraf en cinco ocasiones durante la última semana de mayo y leyera el acta de disturbios.
El 5 de junio de 2002, el subsecretario de Estado estadounidense, Richard Armitage, visitó Pakistán. Le preguntó a Musharraf si pondría fin "permanentemente" a la infiltración transfronteriza y ayudaría a desmantelar la infraestructura utilizada para el terrorismo. El 6 de junio de 2002, el compromiso de Musharraf se transmitió a Powell y a la India después de su llegada. El 10 de junio de 2002, Powell anunció la promesa de Musharraf a la comunidad global, después de lo cual India canceló sus planes de huelga.
Una invasión frontal total se habría traducido en guerra. La lógica política implicaba que era mejor darle otra oportunidad a Musharraf. La concentración militar en la frontera por parte de la India en enero y junio había obligado a la comunidad internacional y a Pakistán a actuar.

## Ataques de julio a agosto
El 29 de julio de 2002, por primera vez después del final de la guerra de Kargil, la India utilizó el poder aéreo para atacar posiciones mantenidas por las fuerzas paquistaníes en Loonda Post en el lado indio de la Línea de Control en el sector de Machil. Ocho aviones IAF Mirage 2000 H lanzaron bombas guiadas con precisión que pesaban 1000 libras para destruir cuatro búnkeres que estaban ocupados por Pakistán. Las trincheras de avanzada preparadas por las tropas indias en años anteriores también fueron ocupadas por las fuerzas paquistaníes y se utilizaron obuses Bofors de 155 milímetros para golpearlas. Según funcionarios de inteligencia militar de la India, al menos 28 soldados paquistaníes murieron en los combates. El asalto aéreo se llevó a cabo a la luz del día y para demostrar la voluntad de la India de intensificar el conflicto en respuesta a las provocaciones.
Las tropas del ejército paquistaní estacionadas cerca del puesto en el área Kel de la LOC del sector de Kupwara habían estado bombardeando las posiciones indias a lo largo de la LOC. India sospechaba una situación de acumulación de tropas cerca del puesto fronterizo que era similar a Kargil. El ejército indio planeó una represalia enviando tropas para atacar los puestos de Pakistán. El ataque terrestre inicial para retomar el puesto fracasó, y el ejército indio sufrió 11 bajas. Más tarde, después de deliberaciones con el entonces Jefe del Ejército, el general Sundararajan Padmanabhan, se modificó el plan y, en lugar de solo un asalto terrestre, se tomó la decisión de atacar primero las posiciones paquistaníes utilizando los aviones de la IAF seguidos de un ataque terrestre de las Fuerzas Especiales de la India. A la 1:30 p. m. del 2 de agosto, el avión de combate Mirage 2000 H de la IAF con capacidad LGB y cargado con armas guiadas por láser bombardeó los búnkeres paquistaníes ubicados en Kel. El ataque destruyó los búnkeres con un número indeterminado de bajas. Luego, las tropas paquistaníes abrieron fuego de artillería pesada contra los puestos indios.

## Alivio de la tensión
Si bien las tensiones se mantuvieron altas durante los siguientes meses, ambos gobiernos comenzaron a aliviar la situación en Cachemira. Para octubre de 2002, India había comenzado a desmovilizar sus tropas a lo largo de su frontera y luego Pakistán hizo lo mismo, y en noviembre de 2003 se firmó un alto el fuego entre las dos naciones.

## Víctimas
El enfrentamiento provocó numerosas bajas. Las bajas indias fueron de hasta 1874 muertos. Alrededor de 100 de estas muertes se debieron a operaciones de colocación de minas. Los duelos de artillería con Pakistán y otros incidentes completan el resto.

## Costo del enfrentamiento
El costo indio de la acumulación fue de ₹ 6500 crore ($ 1.4 mil millones en 2002) mientras que el de Pakistán fue de $ 1.4 mil millones. El enfrentamiento llevó a un total de 155 000 indios y 45 000 paquistaníes desplazados, según estimaciones de los medios de comunicación paquistaníes.
Una de las razones del fracaso de la Operación Parakram se describe como la lenta movilización de 500 000 soldados. La India tardó casi tres semanas en trasladar por completo 500 000 soldados, 3 divisiones blindadas y otras unidades de apoyo a la frontera. El retraso permitió a Pakistán trasladar sus propios 300 000 soldados junto con las unidades de apoyo a la frontera. A falta de sorpresa estratégica, el ejército indio decidió retirar sus tropas.
El 5 de noviembre de 2011, el exjefe naval indio, almirante Sushil Kumar, afirmó que la operación Parakram carecía de objetivos claros. Describió la operación como un "error de castigo" para la India. Además, dijo que la Operación Parakram, de hecho, puede haber alentado tanto a Pakistán como a China a aumentar las violaciones transfronterizas. Si India hubiera intentado una operación similar contra China, habría sido un error fatal para India.